# Alien (musikgrupp)
Alien är en svensk rockgrupp, bildad i Göteborg 1987, bestående av sångaren Jim Jidhed samt Tony Borg, Ken Sandin, Toby Tarrach och Jimmy Wandroph.
De slog igenom när de spelade in en rockig cover på The Marbles 60-talshit "Only One Woman", vilken skrevs av Barry Gibb, Maurice Gibb och Robin Gibb. Låten testades i Tracks i början av 1988, men misslyckades med att komma in på listan. Emellertid visade det sig att låten var riktigt populär, och efter ett tag fick den en ny chans i Tracks, som bubblare, och denna gång gick det betydligt bättre. Den gick nu direkt in på fjärde plats, varefter den nästa vecka klättrade ända upp till första plats (före Michael Jackson med Dirty Diana). Det var för övrigt första gången som en låt som ursprungligen testats utan att ha kommit in på listan nådde toppen av listan.
Samma år fanns även låten "Brave New Love" med på soundtracket till filmen "The Blob", i vilken den spelas under eftertexterna.
Uppföljaren "Tears Don't Put Out the Fire" gjorde också en vända på Trackslistan, men sedan lämnade Jim Jidhed bandet medan Tony Borg fortsatte med varierande uppsättningar av bandmedlemmar och under olika skivbolag.
2004 återförenades dock Alien med Jim Jidhed.
Under hösten 2009 återförenades hela originaluppsättningen av Alien, och under 2010 genomfördes en turnering land och rike runt. TCM Sweden är Aliens artistförmedlare för Skandinavien.

## Diskografi - Originaluppsättningen
Studioalbum
- Alien (1988)
- Alien - US remix (1988)
- Eternity (2014)
- Into The Future (2020)

Singlar
- "Headstrong" (1987)
- "I'll Survive" (1987)
- "Only One Woman" (1988)
- "Tears Don't Put Out the Fire" (1988)
- "Go Easy" (1989)
- "Ready to Fly" (2010)
- "Imagine" (2018)

Samlingar
- Best and Rare (1997)

## Diskografi - Andra uppsättningar
- Shiftin' Gear (1990)
- Alien (1993)
- Crash (1995)
- Dark Eyes (2005)

Singlar
- "The Air That I Breathe" (1989)
- "Easy Livin" (1989)
- "Vit jul" (1993)

Samlingar
- Best and Rare (1997)

Live
- Live in Stockholm 1990 (2001)